# 황영식 (승마 선수)
황영식(黃煐植, 1990년 11월 13일~)은 대한민국의 승마 선수이다. 

## 경력
경상북도 예천군에서 황호섭과 이미경의 아들로 태어났다. 6세 때 아버지인 황호섭이 경기도 오산에서 승마장을 운영하게 되어 오산에서 성장했다. 이 시기에 아버지의 영향으로 승마에 입문했다. 이후 오산고 재학 시절인 2008년에 승마 국가대표로 발탁되었다.
한양대학교 재학 시절인 2010년 10월 중국 광저우에서 열린 2010년 아시안 게임에 대한민국 국가대표로 참가했고 마장마술 개인전과 단체전 우승을 차지했다. 4년 후인 2014년 아시안 게임에서도 마장마술 단체전 우승을 차지했다.
2020년에는 일본 도쿄에서 열릴 예정이었던 2020년 하계 올림픽 출전권을 획득했으나 훈련을 위해 채류 중이던 유럽 지역에서 승마용 말 전염병이 창궐하여 출전이 무산되었다.
2024년 6월에는 프랑스 파리에서 열릴 2024년 하계 올림픽 출전권을 획득했다.